# Tony Hawk's Pro Skater 2
Tony Hawk's Pro Skater 2 (скор. THPS2) — відеогра в жанрі спортивного симулятора скейтбординга, розроблена компанією Neversoft і випущена Activision 19 вересня 2000 року для ігрової приставки PlayStation, друга у серії Tony Hawk. Надалі гра була портована на Nintendo 64, Dreamcast, Game Boy Advance, Mac OS і Windows. Також гра була адаптована під Game Boy Color.

## Ігровий процес
Геймплей зазнав невеликі зміни в порівнянні з Pro Skater. Так, в режимі кар'єри, за виконання різноманітних місій нараховується внутрішньоігрова валюта. Гравець вільний вільно розпоряджатися отриманими коштами, на свій розсуд витрачаючи їх на покращення навичок персонажа або купівлю нових скейтборду. Вперше в серії з'явилася можливість створити власного персонажа («Create-a-Skater») і скейт-майданчик («Park Editor»).

## Pro Skater 2X
Гра, випущена компанією Treyarch 12 листопада 2001 року для ігрової приставки Xbox. Крім рівнів з першої і другої частин гри, що зазнали невеликі зміни, були додані 5 нових, мультиплеер з підтримкою до 4-х гравців і можливість створити персонажів жіночої статі.

## Саундтрек[1]
| #   | Назва                                                                     | Тривалість |
| --- | ------------------------------------------------------------------------- | ---------- |
| 1.  | «Rage Against the Machine - "Guerrilla Radio»                             |            |
| 2.  | «Bad Religion - "You»                                                     |            |
| 3.  | «Anthrax featuring Chuck D. of Public Enemy - "Bring The Noise»           |            |
| 4.  | «Powerman 5000 - "When Worlds Collide»                                    |            |
| 5.  | «Naughty by Nature - "Pin the Tail on the Donkey»                         |            |
| 6.  | «Papa Roach - "Blood Brothers»                                            |            |
| 7.  | «The High and Mighty featuring Mos Def & Mad Skillz - "B-Boy Document 99» |            |
| 8.  | «Consumed - "Heavy Metal Winner»                                          |            |
| 9.  | «Dub Pistols - "Cyclone»                                                  |            |
| 10. | «Swingin' Utters - "Five Lessons Learned»                                 |            |
| 11. | «Styles of Beyond - "Subculture»                                          |            |
| 12. | «Millencolin - "No Cigar»                                                 |            |
| 13. | «Alley Life featuring Black Planet - "Out With the Old»                   |            |
| 14. | «Lagwagon - "May 16»                                                      |            |
| 15. | «Fu Manchu - "Evil Eye»                                                   |            |

## Оцінки гри
| Агрегатор    | Оцінка  |
| ------------ | ------- |
| GameRankings | 94.85 % |

| Видання  | Оцінка   |
| -------- | -------- |
| GameSpot | 9.9/10   |
| IGN      | 9,6 / 10 |